# Gabrielle Atger
Pour les articles homonymes, voir Atger.
Gabrielle Atger, née le 22 août 1981 à Paris, est une actrice française.

## Filmographie

### Cinéma
- 2002 : Le Papillon de Philippe Muyl : la parapentiste
- 2003 : Bien dit de Zabou Breitman - (court métrage) : Gabrielle
- 2006 : L'Homme de sa vie de Zabou Breitman : Pauline
- 2009 : Quand passe le bus de Chloé Micout - (court métrage) : l'amoureuse
- 2011 : Les Neiges du Kilimandjaro de Robert Guédiguian
- 2011 : La Conquête de Xavier Durringer : la fille de Cécilia Sarkozy
- 2012 : Un plan parfait de Pascal Chaumeil : la cousine
- 2013 : Turf de Fabien Onteniente : Ingrid
- 2014 : La Ritournelle de Marc Fitoussi : la réceptionniste de l'hôtel
- 2015 : Caprice de Emmanuel Mouret : Claire
- 2015 : Boomerang de François Favrat : Clarisse
- 2016 : L'Ascension de Ludovic Bernard : Charlotte
- 2017 : Un trésor au bout du monde[1] : Mathilde adulte
- 2018 : Mademoiselle de Joncquières d'Emmanuel Mouret : une femme noble
- 2018 : Au bout des doigts : la chirurgienne
- 2019 : Je promets d'être sage de Ronan Le Page : la parente d'élève
- 2023 : Les Têtes givrées de Stéphane Cazes : Noémie

### Télévision
- 2002 : Avocats et Associés - épisode #6.3 : Bourreaux d'enfants de Alexandre Pidoux : Agnès, la baby-sitter
- 2004 : Par accident, téléfilm de Jérôme Foulon : Cécile
- 2006 : Les Innocents, téléfilm de Denis Malleval : Mia Daven jeune
- 2006 : L'État de Grace - épisode : Apprivoiser de Pascal Chaumeil (mini-série) : Lise Bellanger à 20 ans
- 2006 : Plus belle la vie - épisode #3.98 : Mme Vicary
- 2009 : Juste un peu d'@mour, téléfilm de Nicolas Herdt : Morgane
- 2010 : Vidocq - épisode : Le masque et la plume de Alain Choquart : sœur Louise
- 2010 : Les Bleus, premiers pas dans la police - épisode : Corps étrangers  de Stéphane Clavier : la femme à l'accueil de l'hôpital
- 2011 : Les Petits Meurtres d'Agatha Christie - épisode #3.3 : Cinq petits cochons de Eric Woreth : Colette
- 2012 : Jeux dangereux, téléfilm de Régis Musset : Fanny
- 2010-2012 : La Nouvelle Maud - 7 épisodes : Cindy
  - 2010 - 3 épisodes #1.3 à 1.5
  - 2012 - 4 épisodes #2.3 à 2.6
- 2012 : Joséphine, ange gardien - épisode #16.1 : Le cirque Borelli  de Jean-Marc Seban : Jennifer
- 2012 : Incidences de Hadjadj David  (court métrage)
- 2013 : Nicolas Le Floch - épisode #5.1 : Le crime de l'hôtel Saint-Florentin  de Philippe Bérenger : La Roussillon
- 2013 : Section de recherches - épisode #7.10 : Amnésie de Éric Le Roux : Julia Roussel
- 2013-2014 : Clem : La maîtresse de Valentin
  - 2013 - épisode #3.1 : Un de plus chez les Boissier  de Joyce Buñuel
  - 2013 - épisode #3.2 : Maman a craqué  de Joyce Buñuel
  - 2014 - épisode #4.2 : Allez maman t'es la meilleure  de Éric Le Roux
- 2014 : Pilules bleues, téléfilm de Jean-Philippe Amar : La mère de Matthieu
- 2014 : La Collection: Écrire pour... la trentaine vue par des écrivains - épisode : Par acquit de conscience de Maxime Chattam (mini-série)
- 2015 : Cherif - épisode : Code d'honneur de Vincent Giovanni : Lieutenant Levi
- 2015 : Arletty, une passion coupable, téléfilm de Arnaud Sélignac : Secrétaire Hans
- 2017: Cassandre - épisode : Turbulences : Joséphine Lecouturier
- 2017 : Profilage, saison 8, épisode 9: Laurence Fraisse
- 2017 : On va s'aimer un peu, beaucoup... - Saison 2 : Émilie Brunet
- 2018 : La Loi de Marion de Stéphane Kappes : Karine Gérard
- 2019 : Tandem - Saison 3 Épisode 12 La Peur au ventre : Laure Meunier
- 2021 : Le crime lui va si bien  de Stéphane Kappes (série France 2) Épisode 2 Un caveau pour deux : Irène d'Abricourt
- 2021 : Mixte (série Prime Vidéo) : Madeleine Pichon
- 2022 : Demain nous appartient : Zoé Jacob
- 2024 : Le Vent des sables de Stéphane Kappes : Angélique Milard
- 2024 : collection Meurtres à... : Meurtres à Château-Thierry de Delphine Lemoine : Delphine Menard
- 2025 : Nouveau jour : Audrey

### Web-séries
- 2018 : DoXa d'Alexandre Pierrin et Olivier Marquézy : Raphaëlle